# 科洛尼亞軍區
科洛尼亞軍區（羅馬化：théma Koloneías）是拜占庭帝國的一個小軍區，位於卡帕多细亚北部及本都南部，今日土耳其境內。其存續至九世紀，直到1071年曼齐刻尔特战役之後不久被塞爾柱突厥人征服。

## 歷史
科洛尼亞原爲亞美尼亞軍區的一部分，該軍區以吕科斯河畔的科洛尼亞城（今謝賓卡拉希薩爾）爲中心建立。該軍區被證實的最早記錄是在863年，但其顯然是一個獨立的區劃。根據阿拉伯地理學家马苏第的來源，此地最早可能是一個要冲区。除此之外，《阿莫里烏姆四十二烈士》（42 Martyrs of Amorium）一書中提及，皇帝狄奥斐卢斯在約842年指派加里斯多任此地督軍，故此可能是其（以及鄰接的喀尔狄亚）升格爲正式軍區的時間。
科洛尼亞地處邊遠，使其免受阿拉伯人的入侵，除了939/940年赛义夫·阿尔·道莱的侵襲。1057年，當地軍隊支持了伊萨克一世的起義。1069年，軍區被一群叛亂的諾曼人僱傭兵佔領。1071年曼齐刻尔特战役之後不久，此地落入塞爾柱突厥人手中。

## 位置
在《论军区》一書中，君士坦丁七世曾對該軍區進行過描述，形容此軍區疆域甚小。其東部包括科洛尼亞、尼克薩爾等城市，此外還有尼柯波里斯、迪夫里伊等。軍區內有十六處未具名的要塞。他還記載道其父利奧六世曾抽調卡馬查一地的師長以建立新的美索不達米亞軍區。

### 腳註
1. 1 2 3 4  Kazhdan 1991，第1138頁.
2. 1 2  Oikonomides 1972，第349頁.
3. 1 2 3  Pertusi 1952，第141–142頁.
4. 1 2 3  Bryer & Winfield 1985，第147頁.
5. ↑  Bryer & Winfield 1985，第147–148頁.
6. ↑  Kazhdan 1991，第1092頁.

### 書籍
- Bryer, Anthony; Winfield, David. . Washington, District of Columbia: Dumbarton Oaks Research Library and Collection. 1985. ISBN 0-88402-122-X.
- Kazhdan, Alexander Petrovich (编). . New York, New York and Oxford, United Kingdom: Oxford University Press. 1991. ISBN 978-0-19-504652-6.
- Oikonomides, Nicolas. . Paris, France: Editions du Centre National de la Recherche Scientifique. 1972  [2019-02-08]. （原始内容存档于2020-06-26） （法语）.
- Pertusi, A. . Rome, Italy: Biblioteca Apostolica Vaticana. 1952 （意大利语）.